# Allan Kardec
Pour les articles homonymes, voir Kardec.
Allan Kardec, pseudonyme d'Hippolyte Léon Denizard Rivail, né le 3 octobre 1804 à Lyon et mort le 31 mars 1869 à Paris, est un pédagogue français, également fondateur du spiritisme,,,,,.
Ses œuvres influencent aujourd'hui la culture et la vie publique brésilienne,.

## Biographie

### Jeunesse

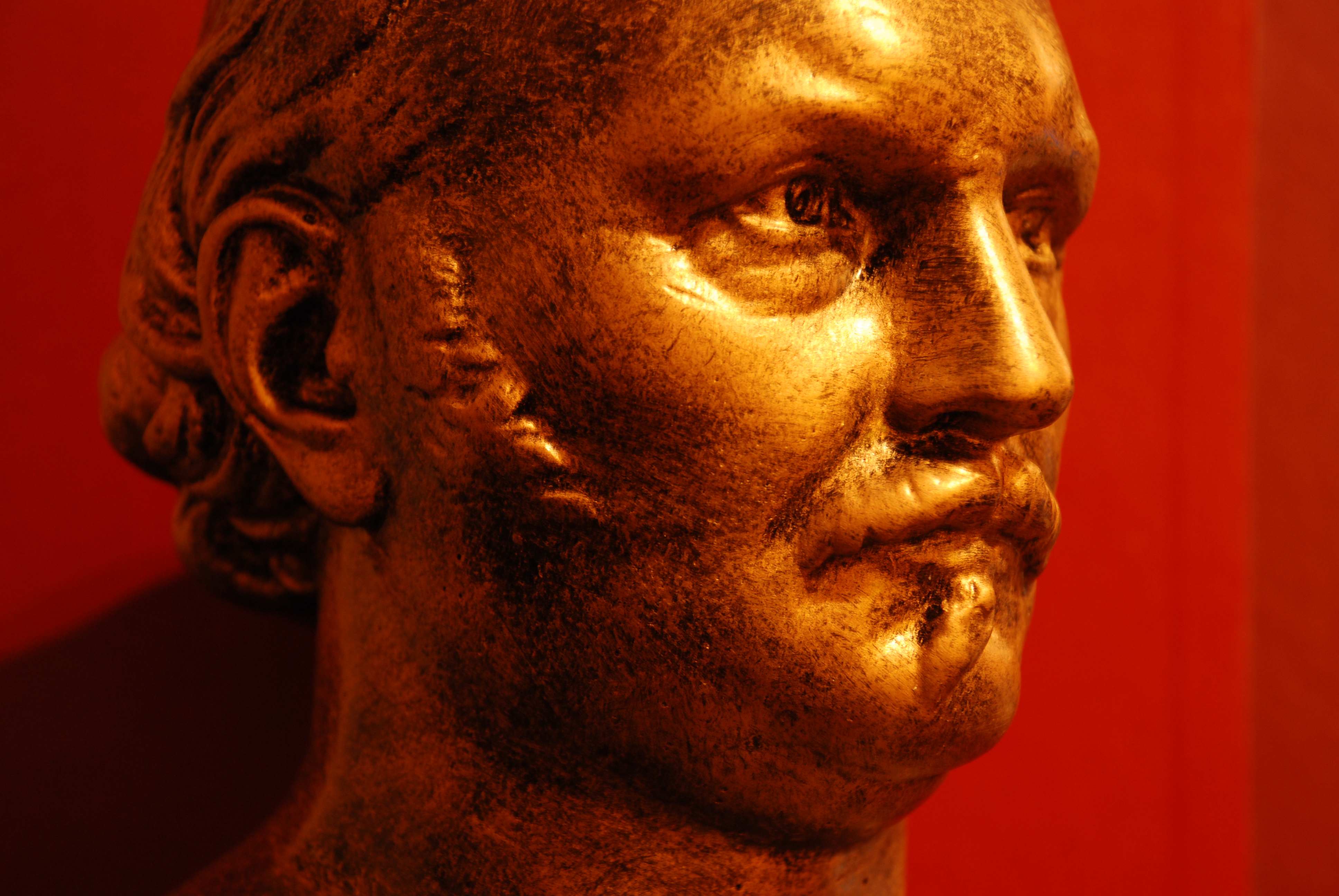
Ébauche du buste d'Allan Kardec installé sur sa tombe au Père-Lachaise.

Hippolyte Léon Denizard Rivail naît à Lyon en 1804, troisième d'une fratrie de quatre enfants. Son père, Jean Baptiste Antoine Rivail (1759-1834), est avocat. Celui-ci épouse en 1793 Jeanne Louise Duhamel, dont le père est également avocat et notaire royal. Le couple a trois autres enfants, les deux aînés morts en bas âge, Auguste (1796-1802) et Marie (1799-1801), puis une sœur puînée, Isaure, née en 1806 et dont on ignore le destin. Le couple semble se séparer en 1807, sans toutefois divorcer.
Le jeune Rivail va à l'école primaire locale jusqu'à l’âge de dix ans, mais sa famille l'envoie terminer ses études à l'étranger, à l'abri des troubles de la fin du Premier Empire.
Il devient interne au château d'Yverdon, au bord du lac de Neuchâtel, dans l'institut créé par le pédagogue Johann Heinrich Pestalozzi, qui met alors en pratique les principes d’éducation de l’Émile de Rousseau. Dans cette école mutuelle, il est instruit avec d'autres jeunes gens de la bonne société européenne. Il parle plusieurs langues vivantes, comme l'anglais, l'allemand et le néerlandais.
Vers 1850, il est régisseur de spectacles d'illusion au carré Marigny, sous la direction du physicien-prestidigitateur Henri Lacaze. Il est également administrateur et contrôleur du théâtre des Funambules et du théâtre des Délassements-Comiques où le public l’appelle familièrement « Le Père Rivail »[réf. nécessaire]. En 1853, il dirige, à Paris, un grand magasin d’articles de contremarques, sous l'enseigne « Bazar des Bons Marchés », au capital de deux millions. Entre 1854 et 1857, il est employé aux livres de comptes dans l'établissement Pélagaud, éditeur-libraire de Livres de dévotion catholique et dans le journal L'Univers du polémiste catholique Louis Veuillot[réf. nécessaire].
Les influences de Pestalozzi sont très fortes sur Léon Rivail, et certains principes de la pédagogie se retrouvent dans la doctrine spirite : la fraternité universelle et l'égalité des femmes avec les hommes.

### Le pédagogue

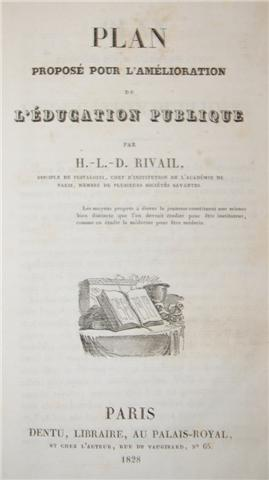
Page de garde d'un ouvrage pédagogique d'Hippolyte Léon Denizard Rivail, 1828.

Il est au début de sa vie un pédagogue disciple de Johann Heinrich Pestalozzi. Il fait venir en France ses idées et son type d'école. En 1820, il s'installe à Paris et ouvre en 1824, au 35 de la rue de Sèvres, un cours privé fondé sur les méthodes de Pestalozzi. Il publie de nombreux ouvrages de pédagogie, dont l'ouvrage Plan proposé pour l'amélioration de l'éducation publique, soutenu par Ampère, son compatriote lyonnais, qui reçoit un prix de l'Académie royale d'Arras en 1828.
En 1832, il épouse Amélie Boudet, une institutrice qui travaille avec lui dans son école et dans la poursuite de son œuvre pédagogique. Lorsque l'école doit fermer pour des raisons financières, Léon Rivail traduit des textes allemands et publie des manuels pour gagner sa vie. Il continue à donner des cours, gratuitement, de chimie, physique, anatomie et astronomie.
C'est en pédagogue positiviste qu'il est sollicité pour superviser des séances de tables tournantes. Et c'est exclusivement  sous son vrai nom qu'il publie ses manuels de pédagogie.

### Le spirite
Il découvre ainsi les tables tournantes (pratique venue des États-Unis) en mai 1855, à l'occasion d'une séance à laquelle un magnétiseur du nom de Fortier l'a fait assister. Il renouvelle l'expérience dans des cercles parisiens aux côtés de Victorien Sardou. Plus tard, il lui est demandé de mettre de l'ordre dans les communications reçues de divers esprits lors de séances. En outre, il converse, par le biais de différents médiums, avec toutes sortes d'esprits ; et il en définit une philosophie, qu'il intitule spiritisme, qu'il diffuse par écrit dans Le Livre des Esprits (1857), Le Livre des médiums (1861) et L'Évangile selon le spiritisme. C'est à cette époque qu'il publie sous le pseudonyme d'Allan Kardec, nom qui viendrait d'une vie antérieure durant laquelle il était druide.
Kardec produit ainsi les cinq livres fondamentaux du spiritisme, continuellement réédités jusqu'à nos jours. Il fonde également La Revue spirite, encore publiée aujourd'hui, dans plusieurs langues. Selon Allan Kardec : « L'homme n'est pas seulement composé de matière, il y a en lui un principe pensant relié au corps physique qu'il quitte, comme on quitte un vêtement usagé, lorsque son incarnation présente est achevée. Une fois désincarnés, les morts peuvent communiquer avec les vivants, soit directement, soit par l'intermédiaire de médiums de manière visible ou invisible » (Le Livre des Esprits).
De nombreuses personnalités, telles que Victor Hugo, Théophile Gautier, Victorien Sardou, Jean-Baptiste André Godin, Camille Flammarion ou Arthur Conan Doyle, ont été séduites par le spiritisme, pour lesquelles il peut apporter la preuve scientifique de la vie après la mort.

### Mort
Allan Kardec meurt d'un anévrisme en 1869 en laissant des textes en cours d'écriture. Un sixième livre, dont le titre provisoire était Les Prévisions concernant le spiritisme, est également retrouvé. Tous ces travaux inachevés sont regroupés par l'éditeur Pierre-Gaëtan Leymarie quelques années plus tard et édités sous le titre Œuvres posthumes.
Il est inhumé à Paris, d'abord au cimetière de Montmartre puis à celui du Père-Lachaise (44e division) à la suite d'une souscription pour y bâtir son monument. Son épouse, morte en 1883, y est également inhumée. Sur le frontispice au-dessus de sa tombe en forme de dolmen (certains de ses disciples la prennent comme modèle pour leur propre tombe) et de son buste en bronze poli sculpté par Paul-Gabriel Capellaro, est gravé le postulat de la doctrine : « Naître, mourir, renaître encore et progresser sans cesse, telle est la Loi ». Sur la stèle soutenant le buste, on lit : « Tout effet a une cause, tout effet intelligent a une cause intelligente, la puissance de la cause est en raison de la grandeur de l’effet ». C'est Camille Flammarion qui prononce son éloge funèbre et affirme, comme Kardec, que « le spiritisme n'est pas une religion, mais c'est une science… ».
Le 2 juillet 1989, vers quatre heures du matin, sa tombe fait l'objet d'un attentat à l'explosif revendiqué par le « mouvement pour la suprématie de la raison ». Sa tombe au cimetière du Père-Lachaise reste un lieu de recueillement, elle est l'une des plus fleuries et des plus visitées du cimetière. Des médiums et des adeptes de divers courants spirituels viennent régulièrement chercher l'inspiration sur le buste d'Allan Kardec réputé pouvoir exaucer tous types de vœux.

## Postérité

### Commémorations
Après sa mort, le mouvement spirite connaît de nombreux continuateurs. Parmi les plus célèbres dans le monde, on compte Léon Denis (1846-1926) et Gabriel Delanne (1857-1926) en France, Francisco Cándido Xavier (1910-2002) ou Divaldo Pereira Franco (1927-2025) au Brésil, Manoel Porteiro (1886-1936) en Argentine, etc.
Par ailleurs, le culte antoiniste en Belgique et le nord de la France, le caodaïsme au Vietnam et l'umbanda au Brésil, sont des mouvements religieux inspirés ou proches de la philosophie spirite d'Allan Kardec.

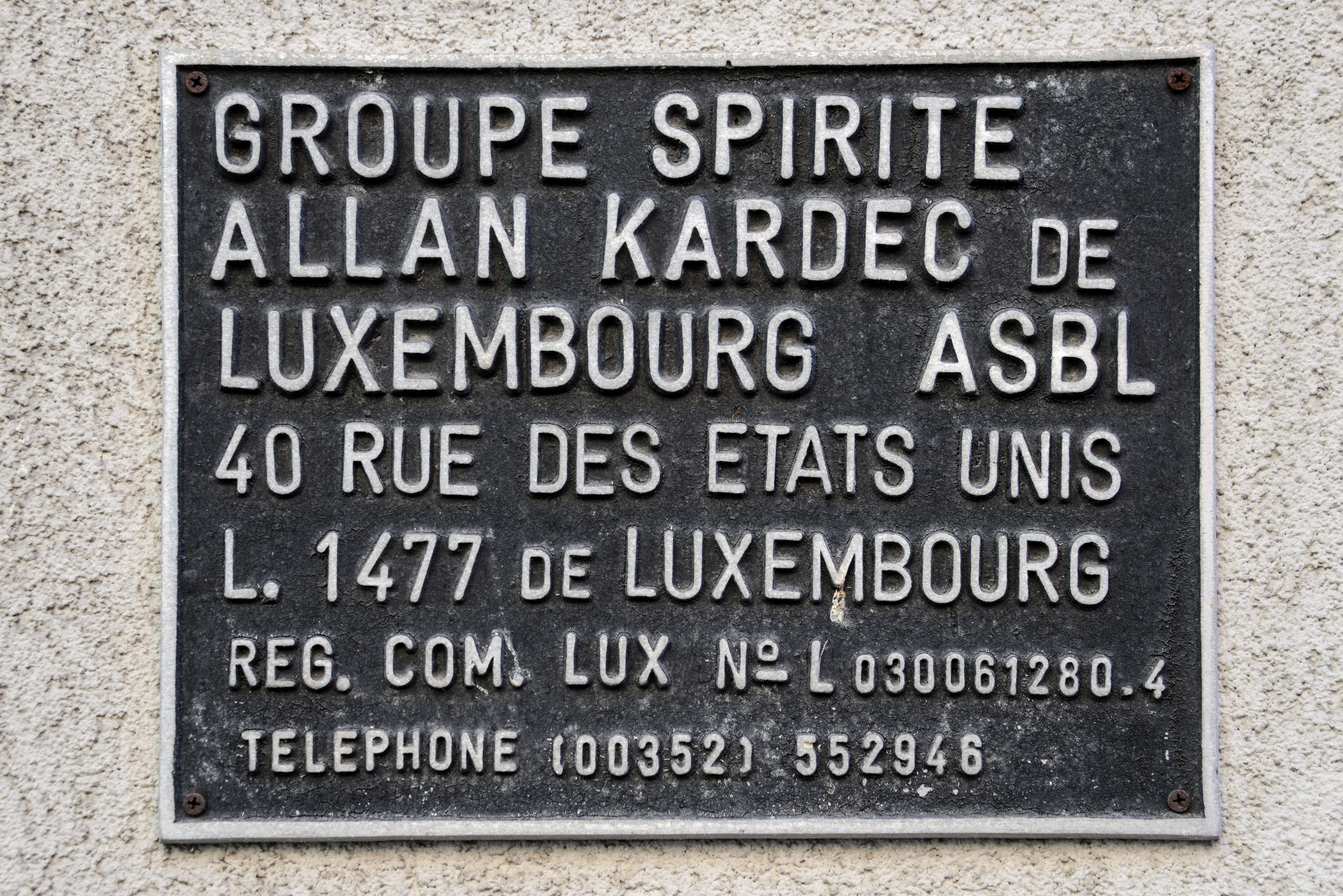
Plaque du Groupe Spirite Allan Kardec de Luxembourg.

Depuis 2004, deux stèles à Lyon commémorent le bicentenaire de sa naissance. Cette même année, la bibliothèque de la Part-Dieu organise une exposition Lyon, cœur du spiritisme : Allan Kardec et les Spirites lyonnais, sous le commissariat de Vincent Fleurot, auxquels des centres locaux (centenaires pour certains) donnent leur concours.

### Dans le monde
À travers le monde, plusieurs centaines de centres spirites et d'association portent aujourd'hui le nom d'Allan Kardec et perpétuent son enseignement et plus largement en Amérique latine.
De nombreuses autres organisations se sont données pour but de diffuser sa doctrine, comme le Conseil spirite international, la Fédération spirite internationale ou la Confédération spirite panaméricaine, la fédération spirite espagnole, brésilienne, la confédération spirite argentine, etc.
Aussi, pas moins de douze personnes ont prétendues être sa réincarnation. Parmi elles, on trouve un français et plusieurs brésiliens, dont Francisco Cándido Xavier et Oswaldo Polidoro.

### En France, Belgique, Suisse et Luxembourg
En 1919, Jean Meyer refonde l'éphémère Union spirite française, qui aura toujours pour but de promouvoir la doctrine codifiée par Allan Kardec. En 1924, un orphelinat lyonnais « Allan Kardec » ouvre ses portes,. À la suite d'une donation de Jean Meyer, l'orphelinat quitte la rue Calas pour le domaine de Caraguilhes (Saint-Laurent-de-la-Cabrerisse),, avant de revenir dans la Drôme, à Saint-Donat. En 1984, une scission au sein du mouvement voit apparaître l'Union Spirite Française et Francophone.
Aujourd'hui encore, La Revue spirite fondée par Kardec, continue d'être publiée. Diverses webradios portent son nom, comme Radio Kardec en Belgique. Même si sa vie et son œuvre sont mal connus en France, un certains nombres de documentaires radiophoniques et cinématographiques continuent de voir le jour, dont Allan Kardec, une vie avec les Esprits.

### Au Brésil
Ayant été traduit en langue portugaise par Casimir Lieutaud, Le Livre des Esprits aide à implanter durablement le nom d'Allan Kardec au Brésil, il continue d'être l'auteur français le plus lu dans le pays, notamment en raison du caractère religieux du spiritisme dans le pays,. En raison de la popularité de ses ouvrages au Brésil, quatre timbres commémoratifs ont été successivement édités par la Compagnie brésilienne des postes (pt),.
C'est en 2007 qu'une pièce de théâtre traitant de sa vie est créée,. À l'occasion du 150e anniversaire de sa mort en 2019, un biopic hagiographique, KARDEC sort dans les salles brésiliennes et sur Netflix, avec Leonardo Medeiros dans le rôle d'Allan Kardec. 
En 2000, 6 millions de personnes déclaraient pratiquer le spiritisme et 20 millions de sympathisants. Ainsi, en 2015, un spirite sur trois dans le monde était brésilien, affirme le Pew Research Center. Depuis 2008, la fédération spirite brésilienne diffuse des programmes promouvant le spiritisme religieux.
Aujourd'hui, des rues, des places et même des écoles sont baptisées du nom d'Allan Kardec ,.
Des députés brésiliens ont voulu lui dédier une des séances de l'Assemblée nationale pour commémorer les deux cents ans de sa naissance.

Postérité d'Allan Kardec au Brésil
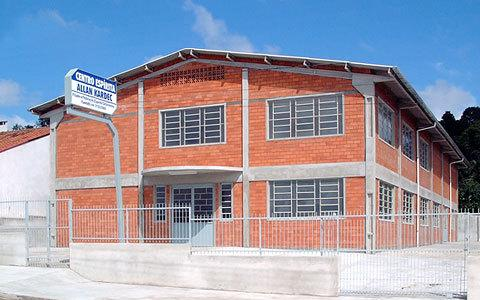
Centre spirite Allan Kardec, Santa Catarina (Brésil).
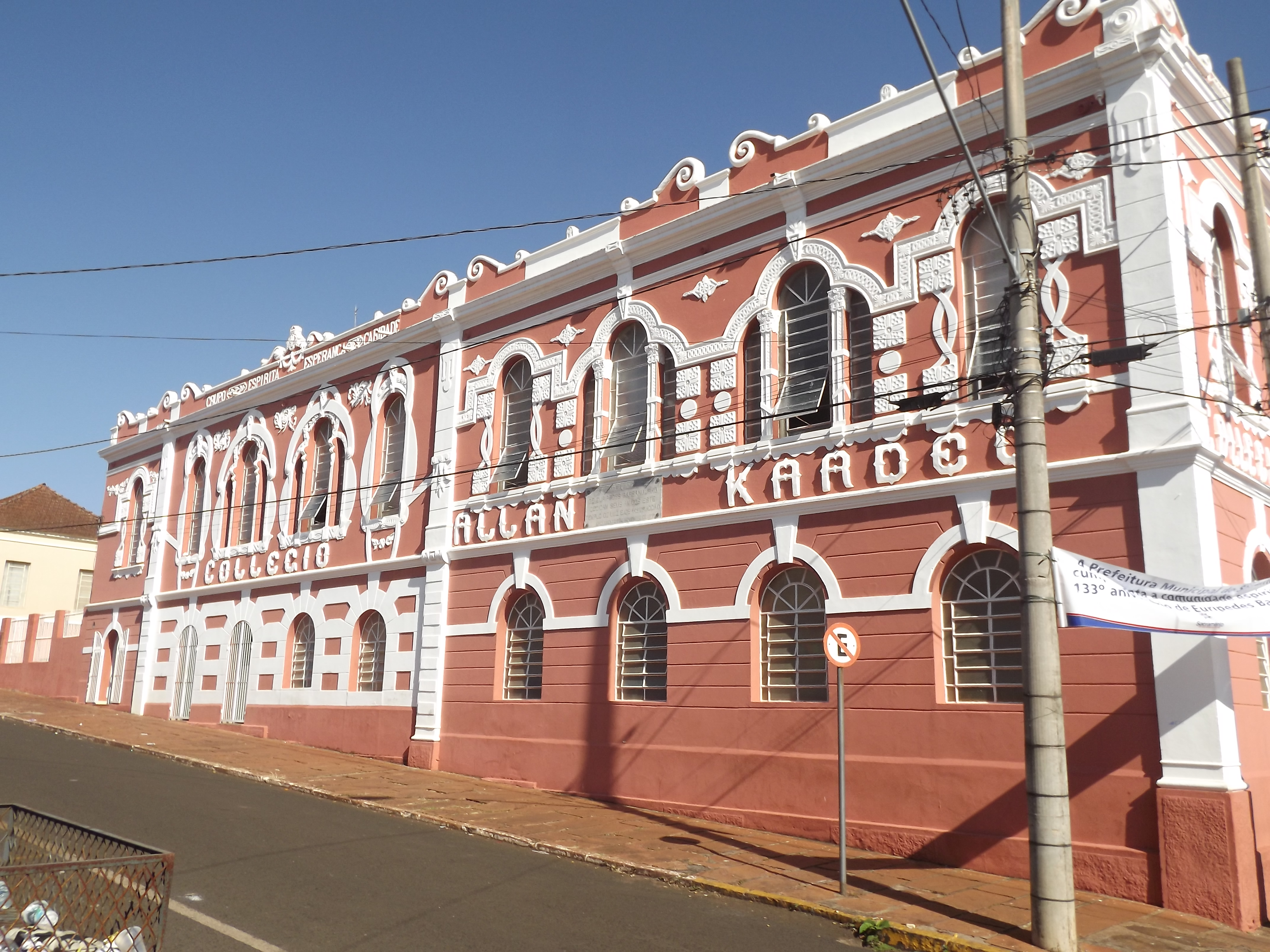
École Allan Kardec, Sacramento (Minas Gerais).
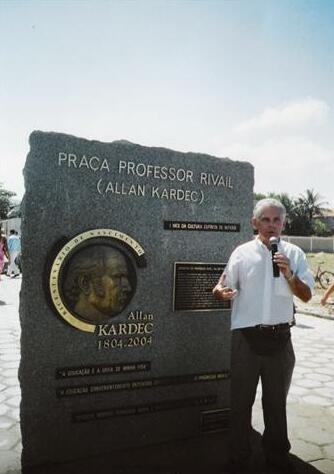
Mémorial à Allan Kardec, Niterói (Rio de Janeiro).
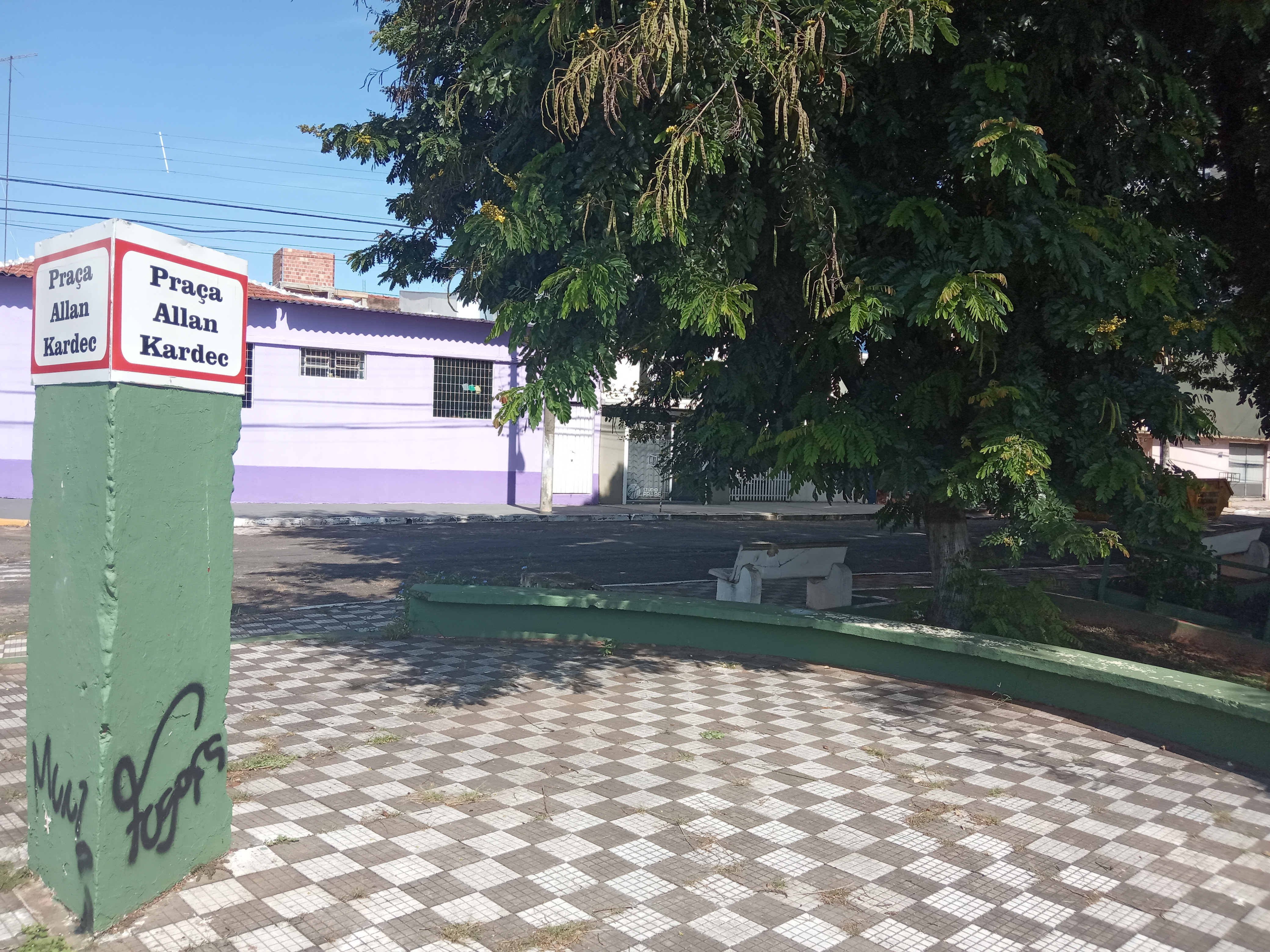
Place Allan Kardec, Bauru (São Paulo).
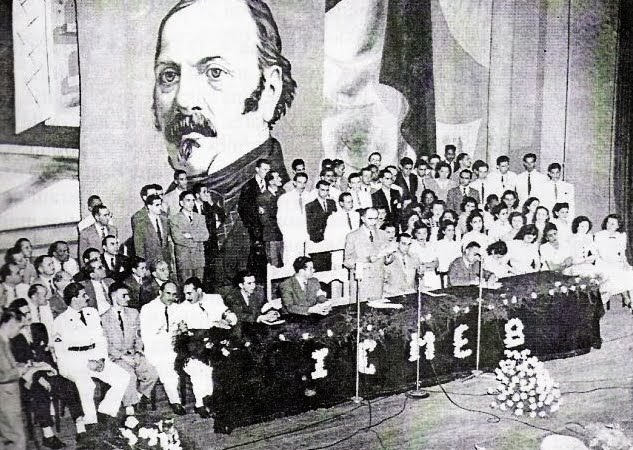
Premier Congrès de la Jeunesse Spirite du Brésil, en 1948, sous la figure d'Allan Kardec.
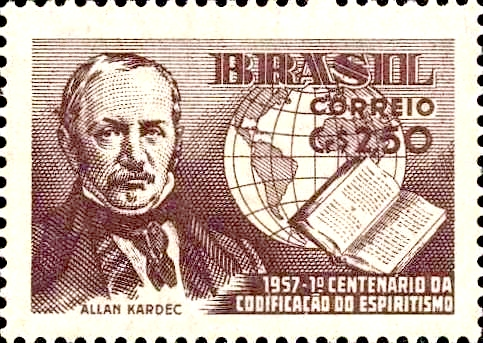
Timbre brésilien de 1957 (centenaire du Livre des Esprits).
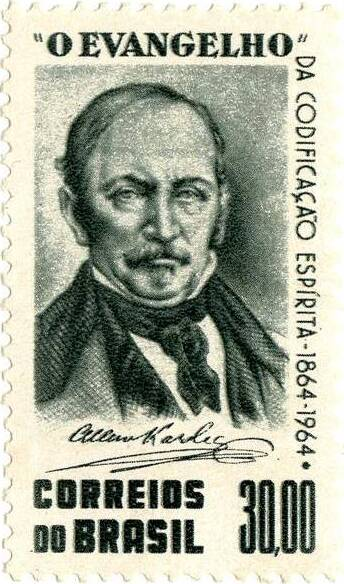
Timbre brésilien de 1964 (centenaire de L'Évangile selon le spiritisme).
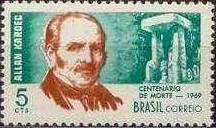
Timbre brésilien de 1969 (centenaire de la mort d'Allan Kardec).
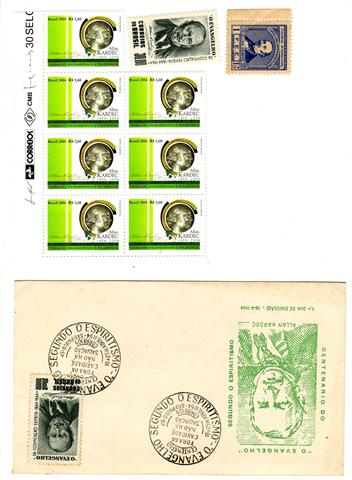
Timbres et cachets postaux commémorant la naissance d'Allan Kardec et l’Évangile selon le spiritisme.

## Publications

### Œuvres pédagogiques

Signature d'authentification des ouvrages de H.-L.-D. Rivail, 1824.

D. H. L. Rivail, rédigea plusieurs manuels scolaires, dont voici :
- H.-L.-D. Rivail, Cours pratique et théorique d'arithmétique, d'après la méthode de Pestalozzi, Paris, Pillet Ainé, 1824 (réimpr. 1845, 1847) (lire en ligne), Paris
- H.-L.-D. Rivail, Plan proposé pour l'amélioration de l'éducation publique : couronné par l'Académie Royale d'Arras, Paris, Dentu, 1828 (lire en ligne [PDF])
- H.-L.-D. Rivail, Mémoire sur l'instruction publique adressé à MM. les membres de la commission chargée de réviser la législation universitaire, Paris, publication à compte d'auteur, 1831
- H.-L.-D. Rivail, Grammaire française classique sur un nouveau plan. 1re partie, Paris, Hachette, 1831
- H.-L.-D. Rivail, Programme des études selon le plan d'instruction de H.-L.-D. Rivail. 1er cahier. Enseignement primaire, Paris, publication à compte d'auteur, 1838
- H.-L.-D. Rivail, Solutions raisonnées des questions et problèmes d'arithmétique et de géométrie usuelle proposés dans les examens de l'Hôtel de ville et de la Sorbonne, Paris, Pillet aîné, 1846
- H.-L.-D. Rivail, Projet de réforme concernant les examens et les maisons d'éducation des jeunes personnes, suivi d'une proposition touchant l'adoption des ouvrages classiques par l'Université, au sujet du nouveau projet de loi sur l'enseignement, Paris, publication à compte d'auteur, 1847
- H.-L.-D. Rivail, Catéchisme grammatical de la langue française, Paris, C. Borrani, 1848 (réimpr. 1868) (lire en ligne)
- D. Lévi Alvarès et H.-D.-L. Rivail, Grammaire normale des examens, Paris, C. Borrani et Droz, 1849 (réimpr. 1856, 1860, 1862, 1867, 1872, 1876, 1880, 1883) (lire en ligne)
- H.-L.-D. Rivail, Dictées du premier et du second âge, Paris, Borrani et Droz, 1850 (réimpr. 1862, 1876) (lire en ligne)
- D. Lévi Alvarès et H.-L.-D. Rivail, Dictées normales des examens, Paris, Borrani et Droz, 1850 (réimpr. 1859, 1863, 1867, 1876, 1879)

### Œuvres spirites
- Allan Kardec, Le Livre des Esprits, Paris (1re éd. 1857) (lire sur Wikisource, lire en ligne)
- Allan Kardec, Qu’est-ce que le spiritisme ? (1re éd. 1859) (lire en ligne)
- Allan Kardec, Le Livre des médiums, Paris (1re éd. 1861) (lire en ligne)
- Allan Kardec, Le spiritisme à sa plus simple expression (fascicule) (1re éd. 1862) (lire en ligne)
- Allan Kardec, L'Évangile selon le spiritisme, Paris (1re éd. 1864) (lire en ligne)
- Allan Kardec, Résumé de la loi des phénomènes spirites (fascicule) (1re éd. 1864) (lire en ligne)
- Allan Kardec, Le Ciel et l'Enfer (1re éd. 1865) (lire en ligne)
- Allan Kardec, Caractères de la révélation spirite (fascicule) (1re éd. 1868) (lire en ligne)
- Allan Kardec, La Genèse selon le spiritisme (1re éd. 1868) (lire en ligne [PDF])
- Allan Kardec, Œuvres posthumes (recueil de textes inédits publiés après sa mort,) (1re éd. 1890) (lire en ligne sur Gallica)

### Ouvrages d'Allan Kardec en ligne
- Le Livre des Esprits
- Le Livre des Mediums
- L'Évangile selon le spiritisme
- Le Ciel et l'Enfer
- Qu'est-ce que le spiritisme ?, Introduction à la connaissance du monde invisible
- Œuvres posthumes